# Empoasca erigeron
Empoasca erigeron är en insektsart som beskrevs av Delong 1931. Empoasca erigeron ingår i släktet Empoasca och familjen dvärgstritar. Inga underarter finns listade i Catalogue of Life.